# XVe législature de la Troisième République portugaise
28 mars 2022 - 15 janvier 2024 
(1 an, 9 mois et 18 jours)
XIVe législature XVIe législature
Palais de São Bento

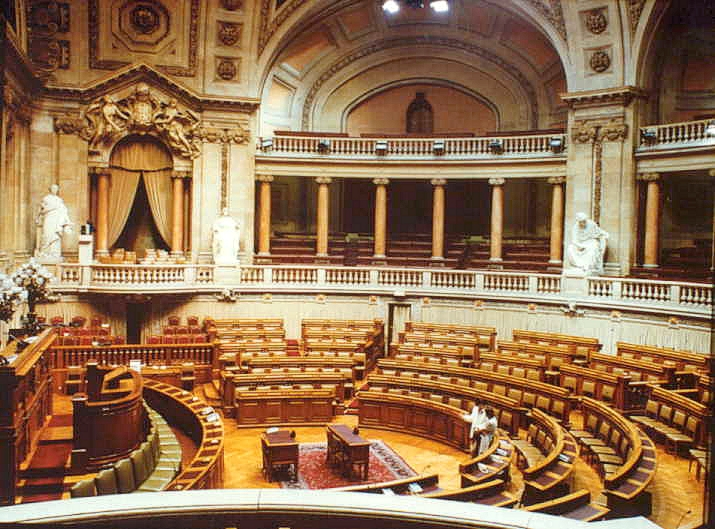
Hémicycle de l'Assemblée de la République portugaise.

La XVe législature de la IIIe République portugaise (en portugais : XV Legislatura de Portugal) est un cycle parlementaire de l'Assemblée de la République portugaise s'étant ouvert à la suite des élections législatives anticipées du 30 janvier 2022.

## Organisation de l'Assemblée de la République

### Bureau de l'Assemblée
Le président de l'Assemblée de la République est élu pour la durée de la législature, par un vote à la majorité absolue de ses membres entre les candidats disposant des parrainages de 10 % à 20 % du nombre total de députés. Si aucun candidat ne l'emporte au premier tour, un nouveau vote est organisé entre les deux candidats ayant recueilli le plus grand nombre de suffrages. En cas d'échec, la procédure est recommencée.
Le reste du bureau comprend quatre vice-présidents, quatre secrétaires et quatre vice-secrétaires. Les postes de vice-présidents sont réservés aux quatre premiers groupes parlementaires par ordre d'importance ; tout groupe disposant d'au moins 10 % des sièges peut également proposer un secrétaire et un vice-secrétaire. L'élection est acquise à la majorité absolue.
Lors de l'élection des vice-présidents, secrétaires et vice-secrétaires le 31 mars 2022, les deux candidats proposés par Chega (CH) et le candidat de l'Initiative libérale (IL) pour les vice-présidences leur revenant échouent à se faire élire, faute de recueillir la majorité requise. Étant les seuls postes vacants, le président Augusto Santos Silva constate que le quorum pour le fonctionnement régulier du bureau est atteint.
| Poste           | Titulaire | Titulaire             | Parti   | Circonscription |
| --------------- | --------- | --------------------- | ------- | --------------- |
| Président       |           | Augusto Santos Silva  | PS      | Hors d'Europe   |
| Vice-président  |           | Edite Estrela         | PS      | Lisbonne        |
| Vice-président  |           | Adão Silva            | PPD/PSD | Bragance        |
| Vice-président  |           |                       | CH      |                 |
| Vice-président  |           |                       | IL      |                 |
| Secrétaire      |           | Maria da Luz Rosinha  | PS      | Lisbonne        |
| Secrétaire      |           | Palmira Maciel        | PS      | Braga           |
| Secrétaire      |           | Lina Lopes            | PPD/PSD | Lisbonne        |
| Secrétaire      |           | Duarte Pacheco        | PPD/PSD | Lisbonne        |
| Vice-secrétaire |           | Diogo Leão            | PS      | Lisbonne        |
| Vice-secrétaire |           | Joana Sá Pereira      | PS      | Aveiro          |
| Vice-secrétaire |           | Tiago Estêvão Martins | PS      | Coimbra         |
| Vice-secrétaire |           | Helga Correia         | PPD/PSD | Porto           |

### Élection du président de l'Assemblée
|                          | Augusto Santos Silva     | PS                       | 156 | 67,83 |  |  |  |  |  |  |
|                          |                          |                          |     |       |  |  |  |  |  |  |
| Votes valides            | Votes valides            | Votes valides            | 156 | 67,83 |  |  |  |  |  |  |
| Votes blancs et nuls     | Votes blancs et nuls     | Votes blancs et nuls     | 74  | 32,17 |  |  |  |  |  |  |
| Total                    | Total                    | Total                    | 230 | 100   |  |  |  |  |  |  |
| Abstention               | Abstention               | Abstention               | 0   | 0,00  |  |  |  |  |  |  |
| Inscrits / participation | Inscrits / participation | Inscrits / participation | 230 | 100   |  |  |  |  |  |  |

## Groupes parlementaires
Les députés peuvent se constituer en groupe parlementaire, à partir de deux sièges. Le groupe en gras forme le gouvernement.
| Groupe parlementaire | Groupe parlementaire                                   | Groupe parlementaire | Membres   | Président             |
| -------------------- | ------------------------------------------------------ | -------------------- | --------- | --------------------- |
|                      | Bloc de gauche Bloco de Esquerda                       | BE                   | 5 / 230   | Pedro Filipe Soares   |
|                      | Parti communiste portugais Partido Comunista Português | PCP                  | 6 / 230   | Paula Santos          |
|                      | Parti socialiste Partido Socialista                    | PS                   | 120 / 230 | Eurico Brilhante Dias |
|                      | Parti social-démocrate Partido Social Democrata        | PPD/PSD              | 77 / 230  | Paulo Mota Pinto      |
|                      | Initiative libérale Iniciativa Liberal                 | IL                   | 8 / 230   | Rodrigo Saraiva       |
|                      | Chega Assez                                            | CH                   | 12 / 230  | Pedro Soares Pinto    |

## Gouvernement
| Fonction                             | Titulaire | Titulaire               | Parti       | Mandat                 |
| ------------------------------------ | --------- | ----------------------- | ----------- | ---------------------- |
| Président de la République           |           | Marcelo Rebelo de Sousa | Indépendant | Depuis le 9 mars 2016  |
| XXIIIe gouvernement constitutionnel  |           |                         |             |                        |
| Premier ministre                     |           | António Costa           | PS          | Depuis le 30 mars 2022 |
| Ministre des Affaires parlementaires |           | Ana Catarina Mendes     | PS          | Depuis le 30 mars 2022 |